# Radicaal 149
Van de in totaal 214 Kangxi-radicalen heeft radicaal 149 de betekenis spraak en spreken. Het is een van de twintig radicalen die bestaat uit zeven strepen.
In het Kangxi-woordenboek zijn er 861 karakters die dit radicaal gebruiken.
Het karakter beeldt een mond uit waaruit geluidsgolven komen.

## Karakters met het radicaal 149
| Strepen | Traditioneel Karakter | Vereenvoudigd Karakter                                               |
| ------- | --- | -------------------------------------------------------------------- |
| + 0     | 言 訁 | 讠                                                                   |
| + 2     | 䚮 䚯 䚰 訂 訃 訄 訅 訆 訇 計 | 计 订 讣 认 讥                                                       |
| + 3     | 䚱 䚲 訉 訊 訋 訌 訍 討 訏 訐 訑 訒 訓 訔 訕 訖 託 記 訙 訚                                                                                                 | 讦 讧 讨 让 讪 讫 讬 训 议 讯 记 讱                                  |
| + 4     | 䚴 䚵 䚸 䚹 䚺 䛂 䜣 訛 訜 訝 訞 訟 訠 訡 訢 訣 訤 訥 訦 訧 訨 訩 訪 訫 訬 設 訮 訯 訰 許 訲 訳                                                             | 讲 讳 讴 讵 讶 讷 许 讹 论 讻 讼 讽 设 访 诀                         |
| + 5     | 䛄 䛅 䛆 䛇 䛈 䛊 䛏 訴 訵 訶 訷 訸 訹 診 註 証 訽 訾 訿 詀 詁 詂 詃 詄 詅 詆 詇 詈 詉 詊 詋 詌 詍 詎 詏 詐 詑 詒 詓 詔 評 詖 詗 詘 詙 詚 詛 詜 詝 詞 詟 詠 | 证 诂 诃 评 诅 识 诇 诈 诉 诊 诋 诌 词 诎 诏 诐 译 诒                |
| + 6     | 詡 詢 詣 詤 詥 試 詧 詨 詩 詪 詫 詬 詭 詮 詯 詰 話 該 詳 詴 詵 詶 詷 詸 詹 詺 詻 詼 詽 詾 詿 誀 誁 誂 誃 誄 誅 誆 誇 誈 誉 誊                               | 诓 诔 试 诖 诗 诘 诙 诚 诛 诜 话 诞 诟 诠 诡 询 诣 诤 该 详 诧 诨 诩 |
| + 7     | 誋 誌 認 誎 誏 誐 誑 誒 誓 誔 誕 誖 誗 誘 誙 誚 誛 誜 誝 語 誟 誠 誡 誢 誣 誤 誥 誦 誧 誨 誩 說 誫 説 読 誮 說 說                                           | 诪 诫 诬 语 诮 误 诰 诱 诲 诳 说 诵 诶                               |
| + 8     | 誯 誰 誱 課 誳 誴 誵 誶 誷 誸 誹 誺 誻 誼 誽 誾 調 諀 諁 諂 諃 諄 諅 諆 談 諈 諉 諊 請 諌 諍 諎 諏 諐 諑 諒 諓 諔 諕 論 諗 諘 諙 諚 諩 論 諒                | 请 诸 诹 诺 读 诼 诽 课 诿 谀 谁 谂 调 谄 谅 谆 谇 谈 谉 谊          |
| + 9     | 諛 諜 諝 諞 諟 諠 諡 諢 諣 諤 諥 諦 諧 諨 諪 諫 諬 諭 諮 諯 諰 諱 諲 諳 諴 諵 諶 諷 諸 諹 諺 諻 諼 諽 諾 諿 謀 謁 謂 謃 諾 諸                               | 谋 谌 谍 谎 谏 谐 谑 谒 谓 谔 谕 谖 谗 谘 谙 谚 谛 谜 谝 谞          |
| + 10    | 謄 謅 謆 謇 謈 謉 謊 謋 謌 謍 謎 謏 謐 謑 謒 謓 謔 謕 謖 謗 謘 謙 謚 講 謜 謝 謞 謟 謠 謡 謢                                                                | 谟 谠 谡 谢 谣 谤 谥 谦 谧                                           |
| + 11    | 謣 謤 謥 謦 謧 謨 謩 謪 謫 謬 謭 謮 謯 謰 謱 謲 謳 謴 謵 謶 謷 謸 謹 謺 謻 謼 謽 謾                                                                         | 谨 谩 谪 谫 谬                                                       |
| + 12    | 謿 譀 譁 譂 譃 譄 譅 譆 譇 譈 證 譊 譋 譌 譎 譏 譐 譑 譒 譓 譔 譕 譖 譗 識 譙 譚 譛 譜                                                                      | 谭 谮 谯 谰 谱 谲 識                                                 |
| + 13    | 譍 譝 譞 譟 譠 譡 譢 譣 譤 譥 警 譧 譨 譩 譪 譫 譬 譭 譮 譯 議 譱 譲                                                                                        | 谳 谴 谵                                                             |
| + 14    | 譳 譴 譵 譶 護 譸 譹 譺 譻 譼 譽 |                                                                      |
| + 15    | 譾 譿 讀 讁 讂 讃 讄 讅 讀 |                                                                      |
| + 16    | 䜩 讆 讇 讈 讉 變 讋 讌 讍 讎 讏 讐 |                                                                      |
| + 17    | 讑 讒 讓 讔 讕 讖 | 谶                                                                   |
| + 18    | 讗 讘 讙 |                                                                      |
| + 19    | 讚 讛 |                                                                      |
| + 20    | 讜 讝 讞 |                                                                      |
| + 22    | 讟 |                                                                      |

Orakelbotkarakter
Bronskarakter
Groot zegelkarakter
Klein zegelkarakter